# Paralichas trivittis
Paralichas trivittis là một loài bọ cánh cứng trong họ Ptilodactylidae. Loài này được Germar miêu tả khoa học năm 1824.